# Odó I de Savoia
Odó I de Savoia (v 1020 - 1060) fou comte de Mauriena, Belley i Chablais, antecedent del que fou després el comtat de Savoia, càrrec que va ocupar entre els anys 1051 i 1060.

## Antecedents familiars
Va néixer vers l'any 1020 sent el fill més petit del comte Humbert I de Savoia i la seva esposa Ancilla de Lenzbourg, sent germà del comte Amadeu I de Savoia.

## Núpcies i descendents
Es casà vers el 1046 amb la marquesa Adelaida de Susa, filla d'Ulric Manfred I de Torí i Berta de Toscana, amb la qual tingué:
- Pere de Savoia (v 1048-1078), comte de Savoia
- Amadeu de Savoia (v 1050-1094), comte de Savoia
- Odó de Savoia (?-1088), bisbe d'Asti
- Berta de Torí (1051-1087), casada el 1066 amb l'emperador Enric IV del Sacre Imperi Romanogermànic
- Adelaida de Savoia (d 1052-1079), casada primer amb Guigó IV d'Albon i el 1067 amb el rei Rodolf de Suàbia

## Ascens al tron comtal
A la mort del seu germà Amadeu I de Savoia, ocorreguda l'any 1051, fou nomenat el seu successor davant la prematura mort del fill hereu primogènit d'aquell i la manca d'un hereu mascle en condicions, ja que el segon fill d'Amadeu I, Aimone, en aquells moments havia fet vot eclesiàstics.
Gràcies al seu casament amb Adelaida de Susa incorporà als seus dominis les terres del marquesat de Torí, incorporant les ciutats d'Alba, Albenga, Asti i Ventimiglia.
A la seva mort fou succeït alternativament per dos dels seus fills mascles.